# Cratere Eger
Eger  è un cratere sulla superficie di Marte.